# Nana (film, 2005)
Pour les articles homonymes, voir Nana.
Série
Nana 2
(2006)
Pour plus de détails, voir Fiche technique et Distribution.
Nana est un film japonais réalisé par Kentarō Ōtani, sorti en 2005. Il est adapté du manga Nana d'Ai Yazawa.

## Synopsis
Deux jeunes femmes modernes vivant à Tokyo portent le même prénom, Nana. Entre ces deux femmes, vivant toutes deux dans l'appartement 707 mais très différentes l'une de l'autre, va se créer un lien d'amitié très fort.
Nana Ōsaki est une jeune chanteuse de rock qui tente de percer dans le monde de la musique, au sein de son groupe, les Blast.
Nana Komatsu est quant à elle une jeune fille naïve qui cumule les péripéties amoureuses.

## Fiche technique
- Titre : Nana
- Réalisation : Kentarō Ōtani
- Scénario : Taeko Asano, d'après le manga Nana, d'Ai Yazawa
- Production : Toshiaki Nakazawa, Osamu Kubota, Kunikatsu Kondo et Kazuya Hamana
- Société de production : Tokyo Broadcasting System
- Musique : Tadashi Ueda
- Photographie : Kazuhiro Suzuki
- Montage : Hidekazu Kakesu
- Direction artistique : Norihiro Isoda
- Pays d'origine : Japon
- Langue : japonais
- Format : Couleurs - 1,85:1 - Dolby Digital - 35 mm
- Genre : Drame, musical
- Durée : 113 minutes
- Dates de sortie : 3 septembre 2005 (Japon), 20 décembre 2006 (première, Paris)

## Distribution
- Mika Nakashima (VFB : Alexandra Correa) : Nana Ōsaki
- Aoi Miyazaki (VFB : Claire Tefnin) : Nana Komatsu
- Hiroki Narimiya (VFB : Erico Salamone) : Nobuō Terashima
- Ken'ichi Matsuyama (VFB : Alessandro Bevilacqua) : Shin
- Saeko : Sachiko
- Yuna Ito : Reira Serizawa
- Momosuke Mizutani : Naoki
- Anna Nose : Junko
- Takehisa Takayama : Kyōsuke
- Tomoki Maruyama (VFB : Emmanuel Liénart) : Yasu
- Tetsuji Tamayama (VFB : Didier Colfs) : Takumi Ichinose
- Ryuhei Matsuda (VFB : Sébastien Hébrant) : Ren Honjō
- Yuuta Hiraoka (VFB : Mathieu Moreau) : Shōji Endo

## Autour du film
- Nana signifie sept (7) en japonais.
- La chanson Glamorous Sky a été composée par Hyde, le texte écrit par Ai Yazawa (l'auteur du manga d'origine) et le tout interprétée par Mika Nakashima.
- La suite du film, Nana 2, est sortie sur les écrans japonais le 9 décembre 2006.

## Récompenses
- Nomination au prix de la meilleure actrice et du nouveau talent de l'année pour Mika Nakashima, lors des Awards of the Japanese Academy 2006.